# Феллендорф, Вильгельм
Вильгельм Феллендорф (нем. Wilhelm Fellendorf) — (8 февраля 1903 года, Гамбург, Германия — 28 октября 1942 года, Гамбург, Германия) — коммунист, антифашист, член движения Сопротивления во время Второй мировой войны, член организации «Красная капелла».

## Биография
Вильшельм Феллендорф родился 8 февраля 1903 года в Гамбурге, в Германской империи. Он был сыном коммунистки и антифашистки Катарины Феллендорф, бывшей членом группы Бестлайн-Якоб-Абшаген.
После обучения в школе, освоил профессии слесаря и шофера. После прихода нацистов к власти в Германии, эмигрировал СССР. Принимал участие в гражданской войне в Испании на стороне республиканцев. Вместе с Альбертом Хёслером прошёл обучение в секретной школе НКВД в Бениманет, в Валенсии. В мае 1942 года, вместе с Эрной Эйфлер и Генрихом Кёненом, был заброшен ГРУ на территорию Германии, где должен был войти в контакт с советской агентурой. В Берлине остановился в доме Эльзы Имме на Бельфортерштрассе 29, где встретился с членами движения сопротивления во главе с Харро Шульце-Бойзеном. Только в октябре 1942 года смог прибыть в Гамбург и связаться с членом местного движения Сопротивления Хайнцем Приссом. Позднее состоялась его встреча с матерью. 15 октября 1942 года Вильгельм и Катарина Феллендорф были арестованы гестапо.
Вильгельм Феллендорф 28 октября 1942 года (по другим данным, в 1943 году) был до смерти замучен в застенках гестапо в Гамбурге.